# کرلینگ در المپیک زمستانی ۲۰۲۲ - مسابقات دوبل مختلط
مسابقات کرلینگ دوبل مختلط المپیک زمستانی ۲۰۲۲ از ۲ تا ۸ فوریه ۲۰۲۲ در مرکز ملی ورزش‌های آبی پکن برگزار شد ده کشور در دور مقدماتی به صورت رفت و برگشت با هم رقابت کردند و چهار کشور برتر در پایان دور برگشت (نروژ، ایتالیا، بریتانیا و سوئد) به دور نیمه نهایی راه یافتند. این دومین باری بود که مسابقات دوبل مختلط در المپیک زمستانی برگزار می‌شد.

## مقدماتی
هفت کشور برتر در مسابقات قهرمانی کرلینگ دوبل مختلط جهان ۲۰۲۱ به همراه کشور میزبان چین، جواز حضور در مسابقات المپیک را کسب کردند. دو تیم نهایی نیر از طریق مسابقات انتخابی المپیک ۲۰۲۱ صعود کردند.
| روش‌های احراز صلاحیت                         | تاریخ              | مکان             | سهمیه‌ها | واجد شرایط                                                          |
| ------------------------------------------- | ------------------ | ---------------- | ------- | ------------------------------------------------------------------- |
| کشور میزبان                                 | —                  | —                | ۱       | چین                                                                 |
| مسابقات قهرمانی کرلینگ دوبل مختلط جهان ۲۰۲۱ | ۱۷ تا ۲۳ مه ۲۰۲۱   | ابردین، بریتانیا | ۷       | بریتانیای کبیر · نروژ · سوئد · کانادا · ایتالیا · سوئیس · جمهوری چک |
| رویداد انتخابی المپیک                       | ۵ تا ۹ دسامبر ۲۰۲۱ | لیوواردن، هلند   | ۲       | استرالیا · ایالات متحده آمریکا                                      |
| مجموع                                       |                    |                  | ۱۰      |                                                                     |

## تیم‌ها
تیم‌ها یک بازیکن مرد و یک بازیکن زن دارند که یکی از بازیکنان کرلر سنگ‌های شماره ۱ و ۵ و دیگری سنگ‌های شماره ۲، ۳ و ۴ را پرتاب می‌کند.
| استرالیا                                        | کانادا                                      | چین                                       | جمهوری چک                               | بریتانیای کبیر                           |
| ----------------------------------------------- | ------------------------------------------- | ----------------------------------------- | --------------------------------------- | ---------------------------------------- |
| Female: Tahli Gill Male: Dean Hewitt            | Female: Rachel Homan Male: جان موریس        | Female: Fan Suyuan Male: Ling Zhi         | Female: Zuzana Paulová Male: Tomáš Paul | Female: Jennifer Dodds Male: Bruce Mouat |
| ایتالیا                                         | نروژ                                        | سوئد                                      | سوئیس                                   | ایالات متحده آمریکا                      |
| Female: Stefania Constantini Male: Amos Mosaner | Female: کریستین اسکالین Male: مگنوس ندروگتن | Female: Almida de Val Male: اسکار اریکسون | Female: جنی پرت Male: مارتین ریوس       | Female: Vicky Persinger Male: Chris Plys |

الگو:Curlingbox8

## رده‌بندی نهایی
رده‌بندی نهایی مسابقات به شرح زیر است:
| مکان | تیم                 |
| ---- | ------------------- |
| 1    | ایتالیا             |
| 2    | نروژ                |
| 3    | سوئد                |
| ۴    | بریتانیای کبیر      |
| ۵    | کانادا              |
| ۶    | جمهوری چک           |
| ۷    | سوئیس               |
| ۸    | ایالات متحده آمریکا |
| ۹    | چین                 |
| ۱۰   | استرالیا            |